# Rhytiphora fraserensis
Rhytiphora fraserensis là một loài bọ cánh cứng trong họ Cerambycidae.